# Веселі мандрівники
«Веселі мандрівники» (рос. Весёлые путешественники) — радянський короткометражний дитячий художній фільм 1938 року, знятий режисером Онисимом Мазуром на кіностудії «Союздитфільм».

## Сюжет
П'ятирічна Таня та її брат Сергій збираються переїхати з дачі в місто. Їм допомагають численні тварини і птахи. Про їхні пригоди в поїзді і розповідає фільм.

## У ролях
- Сергій Антимонов — провідник вагона
- Клавдія Коренєва — головна роль
- Олександр Шимонін — кухар
- Марія Ключарьова — няня
- Олександр Тимонтаєв — товстун
- Ніна Стравінська — Таня
- Коля Скворцов — Сергій

## Знімальна група
- Режисер — Онисим Мазур
- Сценаристи — Раїса Горбачова, Есфір Емден
- Оператор — Борис Козлов
- Композитор — Михайло Старокадомський
- Художник — Кіра Геннінгсон